# Prosencephalon
Prosencephalon (forhjernen) er den mest rostrale del af hjernen hos hvirveldyr. Den kontrollerer kropstemperatur, reproduktive funktioner, spisning, søvn, og enhver visning af følelser.